# Karl Pracht
Karl Pracht, auch Carl Pracht, (* 28. Oktober 1866 in Gramzow, Kreis Anklam; † 12. Dezember 1917 in Eberswalde) war ein deutscher Bildhauer und Medailleur.

## Leben und Wirken

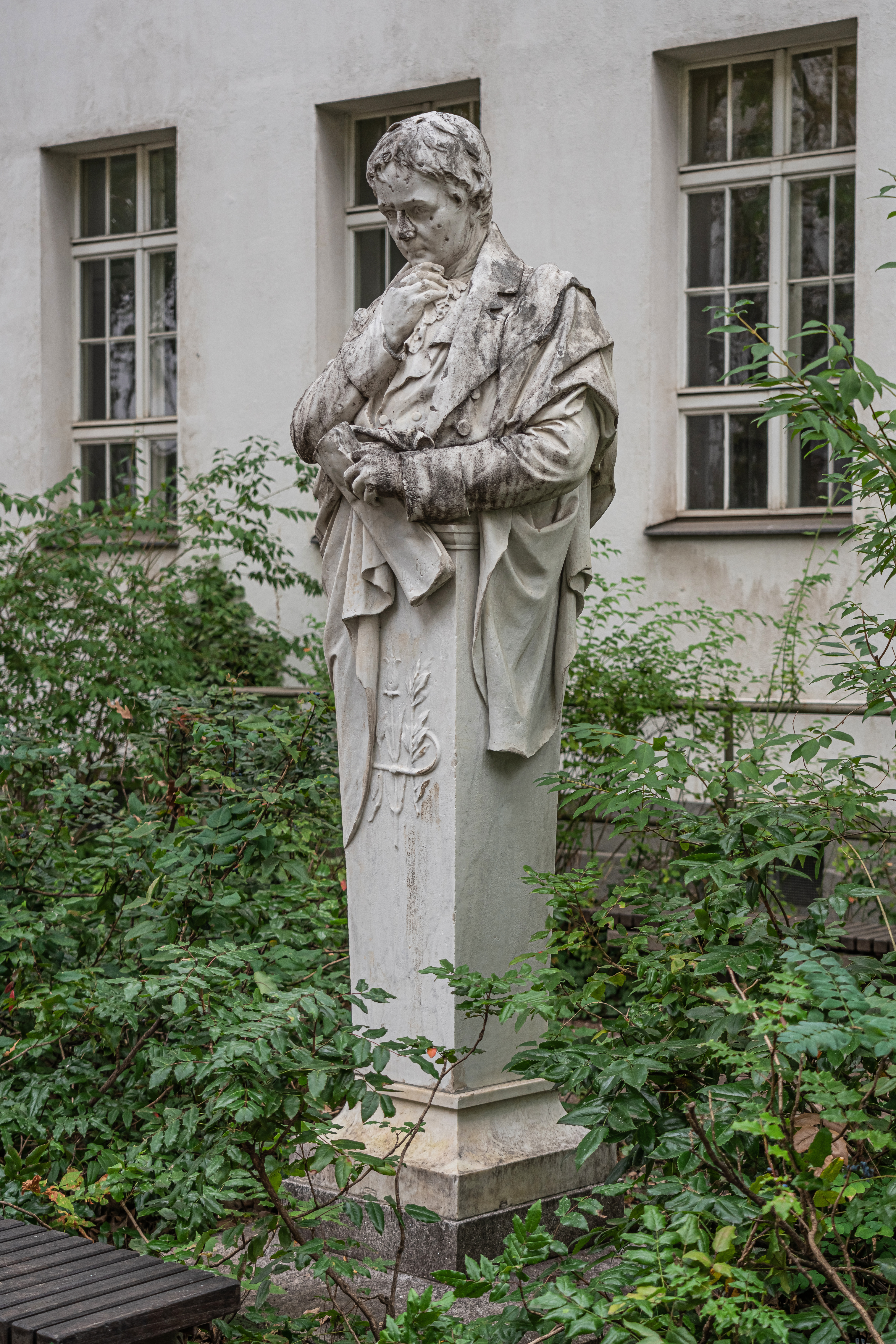
Kleistherme auf dem Hof der Leibniz-Schule in Berlin

Er lebte in Berlin, wo er u. a. 1898 ein Denkmal aus Marmor für den Dichter Heinrich von Kleist schuf (Kleistherme); es wurde 1899 im Viktoriapark in Berlin aufgestellt und 1989 auf den Hof der Leibniz-Schule überführt (im Viktoriapark verblieb ein Aluminium-Abguss). Weitere Werke sind die Büste des Münsteraner Künstlers Melchior Lechter (1865–1937), die 1888 in Gips gefertigt wurde und verschollen ist, und die Bronzebüste des Historikers Theodor Mommsen (1817–1903) von 1894, deren Abguss nach 2000 in der Gedenkstätte Theodor-Mommsen-Gedächtnis aufgestellt wurde. Pracht gestaltete Marmorbüsten des Hufnagelfabrikanten Clemens Schreiber und seiner Frau, die sich im Museum von Eberswalde befinden.
In der Andreaskirche in Berlin-Wannsee ist eine Bronzebüste des Stifters Wilhelm Conrad erhalten. Pracht hat auch Kleinplastiken geschaffen, die in den Kunsthandel gelangten, so z. B. die 32 cm hohe bronzene Figurengruppe „Artemis und Apollon“. Er war 1899 nachweislich Mitglied der Allgemeinen Deutschen Kunstgenossenschaft. Er starb in Eberswalde, die Beisetzung fand am 15. Dezember 1917 auf dem dortigen Waldfriedhof statt.